# Austrian Open 1983
L'Austrian Open 1983 è stato un torneo di tennis giocato sulla terra rossa. È stata la 38ª edizione del torneo, che fa parte del Volvo Grand Prix 1983. Si è giocato a Kitzbühel in Austria dal 18 al 24 luglio 1983.

## Campioni

### Singolare maschile
Guillermo Vilas ha battuto in finale  Henri Leconte con il punteggio di 7–6, 4–6, 6–4

### Doppio maschile
Wojciech Fibak /  Pavel Složil hanno battuto in finale  Colin Dowdeswell /  Zoltán Kuhárszky con il punteggio di 7–5, 6–2